# 김형은
김형은(1981년 5월 28일 (음력 4월 25일) ~ 2007년 1월 10일)은 대한민국의 희극인이자 가수이다.

## 활동
2003년 SBS가 주최한 SBS 개그 콘테스트에서 대상을 수상하였고, SBS 공채 7기 개그맨으로 데뷔하였다. 함께 데뷔한 동기로는 김신영, 김형인, 조원석, 윤택, 김태현, 심진화, 장경희 등이 있다. 2004년 1월, 《웃음을 찾는 사람들》에서 《단무지 브라더스》로 출연을 시작하였으며 이듬 해인 2005년 4월부터 《귀염둥이》를 동기인 이종규와 함께 진행하면서 인기를 얻기 시작했다. 극 중 오빠 역할을 맡는 이종규에게 말한 대사인 "오빠 나 삐졌어 뿡뿡뿡" 가 유행어로 자리잡기도 하였다. 이 후에도 웃잧사에서 《비밀요원 H.I.》, 《미녀삼총사》 등을 진행하며 간판 코미디언으로 자리매김하였다.
2006년 웃찾사에서 《미녀삼총사》를 함께 진행하던 심진화, 장경희와 함께 동명의 그룹 미녀 삼총사를 결성하여 싱글 1집 《운명》을 발표해 가수 활동을 시작하였다. 가수 활동을 위해 같은 해 9월 웃찾사에서 잠정 하차하였으며, 《운명》의 뮤직비디오에는 배우 이의정이 백혈병 환자 역할로 출연해 화제를 모으기도 했다.

## 사망
2006년 12월 16일, 심진화, 장경희와 함께 행사 참석차 강원도 용평리조트로 이동하던 중 영동고속도로 강릉방향 평창 IC 부근에서 이들이 타고 있던 승합차가 중앙분리대를 들이받는 교통사고가 났다. 매니저가 빠른 이동을 위해 폭설이 내린 날씨에도 시속 200km에 가깝게 과속을 한 것이 원인이었다. 김형은은 이 사고로 목뼈가 골절되어 의식불명이 되었으며, 서울 아산병원으로 옮겨져 긴급수술을 받은 뒤 잠시 의식을 회복하였고 12월 26일 신경을 짓누른 목뼈를 제자리로 복구시키는 대수술을 받았다. 그러나 몇  차례 심장마비가 오면서 위기를 맞기도 하였으며, 결국 2007년 1월 10일 새벽 1시 경 향년 25세를 일기로 별세했다. 사인은 심장마비이다.
김형은의 장례식은 사망 이틀 뒤인 2007년 1월 12일 서울아산병원 장례식장에서 코미디언협회장으로 치러졌다. 《웃음을 찾는 사람들》에서 함께 출연했던 김신영, 김태현, 윤택, 김형인, 이종규 등이 참석하였으며 영결식 후 벽제화장터에서 화장된 후, 고인의 유해는 경기도 고양시 청아공원에 안치되었다.

## 수상
- 2003년 SBS 공채 개그맨 7기

## 방송 출연
- 2003년 12월 28일 SBS 《SBS 공채 개그콘테스트》
- 2004년 1월 4일 ~ 2005년 8월 31일 SBS 《웃음을 찾는 사람들》 - 《단무지 브라더스》, 《귀염둥이》, 《비밀요원 H.I.》, 《미녀와 H.I.》, 《미녀삼총사》 등 코너 진행
- 2005년 3월 18일 SBS 《도전 1000곡》
- 2006년 9월 8일 국군방송 《위문열차》 - 미녀삼총사
- 2006년 12월 21일 tvN 《박명수의 단무지》